# András Schiff
Sir András Schiff (født 21. december 1953 i Budapest) er en ungarsk-født britisk pianist og dirigent.

## Historie
András Schiff studerede på Franz-Liszt-Musikakademie i Budapest med blandt andre Ferenc Rados og György Kurtág. Senere flyttede han til London hvor han studerede med George Malcolm.
Han har spillet internationalt som solist og med orkestre som blandt andre Chicago Symphony Orchestra, Wiener Philharmonikerne og Berliner Philharmonikerne.
Schiff leder kammerorkesteret Cappella Andrea Barca, som han selv grundlagde i 1999.
Fra 1989 til 1998 var Schiff leder af Mondsee Festival nær Salzburg. Sammen med Heinz Holliger grundlagde han i 1995 itting Pfingstkonzerte i Kartause Ittingen.
I januar 2011 forfattede Schiff i samarbejde med andre kunstnere en resolution rettet mod de ungarske medielove, og Viktor Orbán-regeringens politiske indblanding i kulturen. I interviews meddelte at han ikke længere ville spille koncerter i Ungarn, da han følte sig som persona non grata, da han havde været udsat for antisemitisk racisme.
Schiff er gift med violinisten Yuuko Shiokawa, og er bosat i Firenze og London.

## Anerkendelse og priser
- 1996 Kossuthprisen
- 1997 Léonie Sonnings Musikpris
- 2003 Bremer Musikfest-Preis
- 2006 Æresmedlem af Beethoven-Hauses Bonn
- 2009 Ærespris ved Klavierfestival Ruhr
- 2011 Robert-Schumann-Preis (Zwickau)[4]
- 2011 Pour le Mérite[5]
- 2014: Knight Bachelor[6]